# تام روته
تام روته (انگلیسی: Tom Rothe؛ زادهٔ ۲۹ اکتبر ۲۰۰۴) بازیکن فوتبال اهل آلمان است.
وی همچنین در تیم ملی فوتبال جوانان آلمان بازی کرده‌است.

## دوران باشگاهی
روته در سال ۲۰۲۱ از سن پائولی به باشگاه فوتبال بروسیا دورتموند پیوست. در ۱۶ آوریل ۲۰۲۲، او در اولین بازی خود مقابل باشگاه فوتبال وولفسبورگ در پیروزی ۶–۱ گلزنی کرد.